# 潘斯诺
潘斯诺（法語：Poinsenot，法語發音：[pwɛ̃sno]）是法国上马恩省的一个市镇，属于朗格勒区。

## 地理
潘斯诺（47°42'44"N, 5°0'10"E）面积7.26 平方千米，位于法国大東部大區上马恩省，该省份为法国东北部内陆省份，北起马恩省和默兹省，西接奥布省，西南接科多尔省，东南接上索恩省，东临孚日省。
与潘斯诺接壤的市镇（或旧市镇、城区）包括：格朗塞堡-讷韦勒、瓦尔代蒂莱、潘松莱格朗塞、维拉尔-桑特诺日。

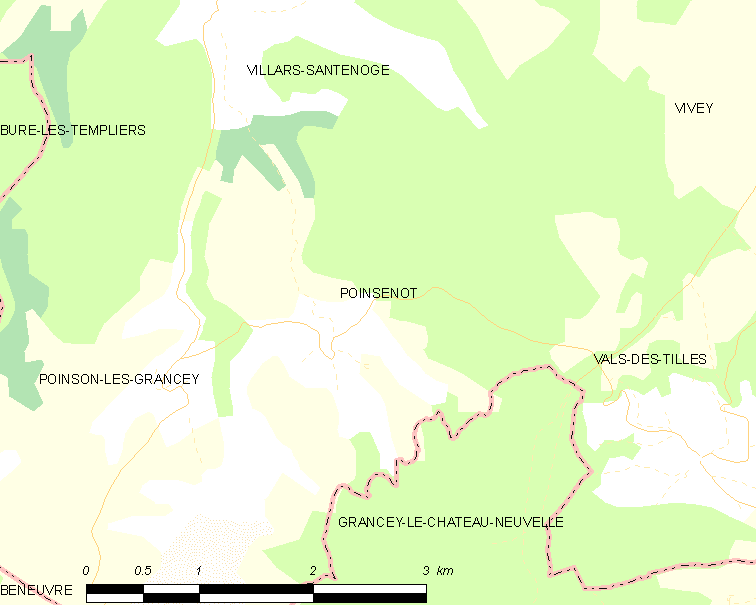
潘斯诺的OSM定位图

潘斯诺的时区为UTC+01:00、UTC+02:00（夏令时）。

## 行政
潘斯诺的邮政编码为52160，INSEE市镇编码为52393。

## 政治
潘斯诺所属的省级选区为维勒居西安勒拉克县。

## 人口

1962-2008年间潘斯诺人口变化图示

潘斯诺于2022年1月1日时的人口数量为55人。